# La Matanza (Santomera)
La Matanza es una pedanía del municipio de Santomera, en la comarca de la Huerta de Murcia, en Murcia. Cuenta con 915 habitantes (INE 2023) y se encuentra a unos 5 km al norte de Santomera.
Este pequeño pueblo está situado a 73 m s. n. m. de altitud al noreste de la provincia de Murcia y linda con la provincia de Alicante.

## Barrios
La Matanza es un pueblo muy dispersado en muchos barrios. Algunos de ellos son: 
- La Almazara
- Los Cletos
- La Gineta
- Los Farinas
- El Polvorín

•Los Zancas
La población se distribuye, principalmente, en dos barrios: La Almazara y Los Cletos, sobre todo en el primero de ellos.

## Toponimia
El nombre de La Matanza tiene su origen en muchas batallas presenciadas en esta zona, ocurridas en la época de los Musulmanes, aunque este dato se contradice por algunos apuntes en los registros del Ayuntamiento de Orihuela, en los que hacen referencia a que cuando el rey D. Jaime de Aragón, conquistador de los Sarracenos, miro desde la sierra de Alcaraz a la llanura en la que se encontraba la que hoy en día se conoce como La Matanza de Orihuela, Santomera y Fortuna y preguntó:
-¿Cómo se llama esa llanura?
Y unos ancianos le contestaron: - El Campo de La Matanza, y el nombre viene de ahí por una batalla muy sangrienta en tiempos antiguos.

## Fiestas
Las fiestas patronales, desde el 20 de agosto al 3 de septiembre, se celebran en honor a la Virgen de la Fuensanta que es acompañada en romería desde la iglesia de Santomera a la ermita de La Matanza.